# ОМ (тип речных судов)

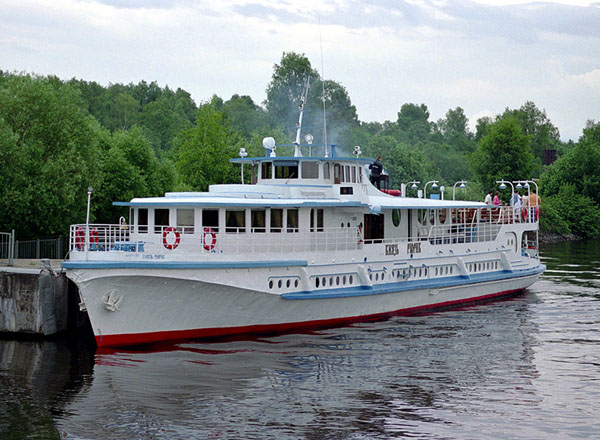
Теплоход «Князь Рюрик» (бывший «Волго-Дон», головное судно проекта) в канале имени Москвы

ОМ («Озёрный Москвич»; проекты 623, 623/252, 780, 780-3, 935, 950, 1570, 1630; разг. Омик) — массовая серия двухпалубных пассажирских речных теплоходов, предназначенных для перевозок на пригородных и межгородских местных линиях малой и средней протяжённости (иногда разговорно называемых как «речной трамвай»). Строились в СССР (Москва, Бор, Иркутск, Листвянка, Октябрьский, Хабаровск, Херсон) и ГДР (Магдебург) с 1951 года до 1968 года. Это самые массовые отечественные пассажирские суда такого местного класса, выпущенные в количестве более 300 единиц и эксплуатировавшиеся повсеместно на больших и средних реках и озёрах во всех пароходствах. Кроме основного использования на пассажирских линиях, работали также как служебно-разъездные, научно-исследовательские, учебные. На судах имеются две палубы — основная (с обычными окнами) и трюмная (с окнами-иллюминаторами). На некоторых судах ранее в салоне основной палубы имелся буфет.
Хотя большинство судов этого типа массово списаны, многие продолжают работать и сейчас, используясь как на регулярных линиях, так и на заказных экскурсиях, корпоративных и частных прогулках и т. п. Многие суда в настоящее время принадлежат не пароходствам, а ведомствам и нетранспортным частным компаниям и лицам. Некоторые суда подверглись переоборудованию в каютные, люксовые, кафе-«банкетоходы», плавмагазины и т. д. и модернизации от 2½-палубных с созданием новой верхней открытой (тентованной) палубы до радикальной реконструкции в неузнаваемый внешний вид и моторные яхты. Практически все (кроме ряда 2½-палубных) переоборудования, модернизации и реконструкции делались по индивидуальным проектам в единичном экземпляре.
При СССР почти все суда типа были номерными, но в постсоветское время многие из них, особенно частные и при переоборудовании и модернизации, получили имена. Подавляющее большинство судов типа имело при СССР и имеет в настоящее время белую окраску, однако в постсоветское время некоторые по желанию владельца перекрашивались в двуцветную окраску с тёмным низом и другие варианты.
Параллельно «речным трамваям» судам типа ОМ (омикам) на более коротких и менее загруженных местных линиях эксплуатировались «речные трамвайчики» аналогичной ОМам компоновки, но меньшей размерности и пассажировместимости суда типа МО (мошки). Последователями судов типа ОМ в таком классе местных двухпалубных теплоходов «речных трамваев» стали суда несколько меньшей размерности типа «Москва» (без трюма, но с верхней открытой палубой) и «Московский» (аналогичной ОМам компоновки).

## Основные характеристики
- длина: 42,5—44,9 м
- ширина: 7,05—7,12 м
- высота надводная: 6,05-8,0 м
- высота борта: 2,5 м
- осадка: 1,56 м (при полной загрузке), 1,35 м (порожнего)
- водоизмещение без загрузки: 153,8—170,5 тонн
- пассажировместимость: 242 человек (носовой трюм: 86, кормовой трюм: 42, носовой салон основной палубы: 50, кормовой салон основной палубы: 64); 166; 181; 226; 271; 277
- экипаж: 3 человек
- скорость: 20—23 км/ч
- двигатели: 6L160PNS, 2 шт. (190 кВт) или 6ЧСП 18/22, 2 шт (по 150 л. с.)
- автономность: 2—3 суток
- класс регистра: О (О2,0)

## В кинематографе
- ОМ-344 можно увидеть в фильме «Деревня Утка».
- ОМ-339 снимали в сериале «Легенды о Круге».

## Известные суда

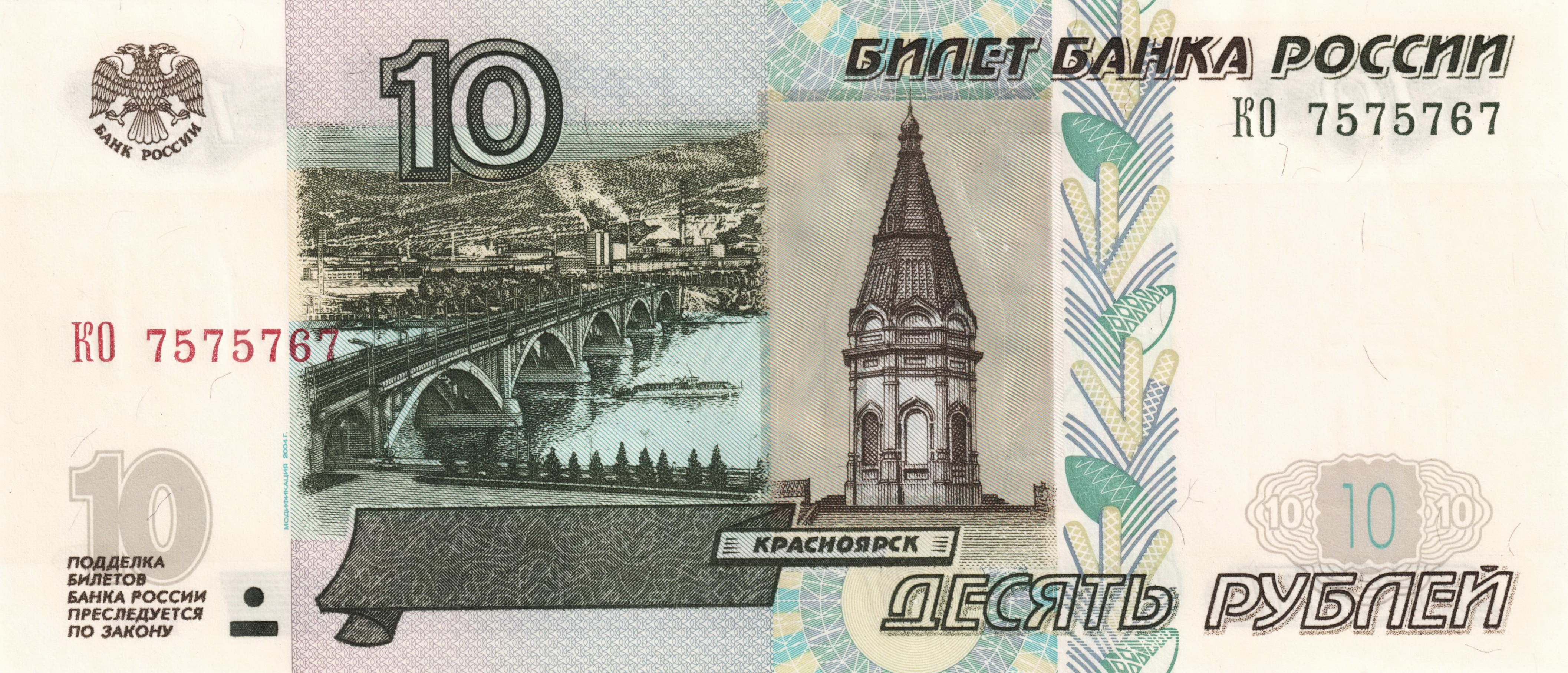
Теплоход «Некрасов» на российской купюре номиналом 10 рублей

- «Пионер Алтая» — теплоход со строительным номером 420, получивший известность благодаря уникальному перегону из Москвы на Телецкое озеро в 1967—1968 годах и операции по восстановлению в 2010—2013 годах.
- «Некрасов» — теплоход 1953 года выпуска был прототипом, изображённым на реке Енисей рядом с Красноярским мостом на российской купюре образца 1998 года номиналом 10 рублей; затонул в Дудинском морском порту 16 сентября 2005 года, большая часть (15 из 21 человека) экипажа и пассажиров погибли.[2]

## Галерея

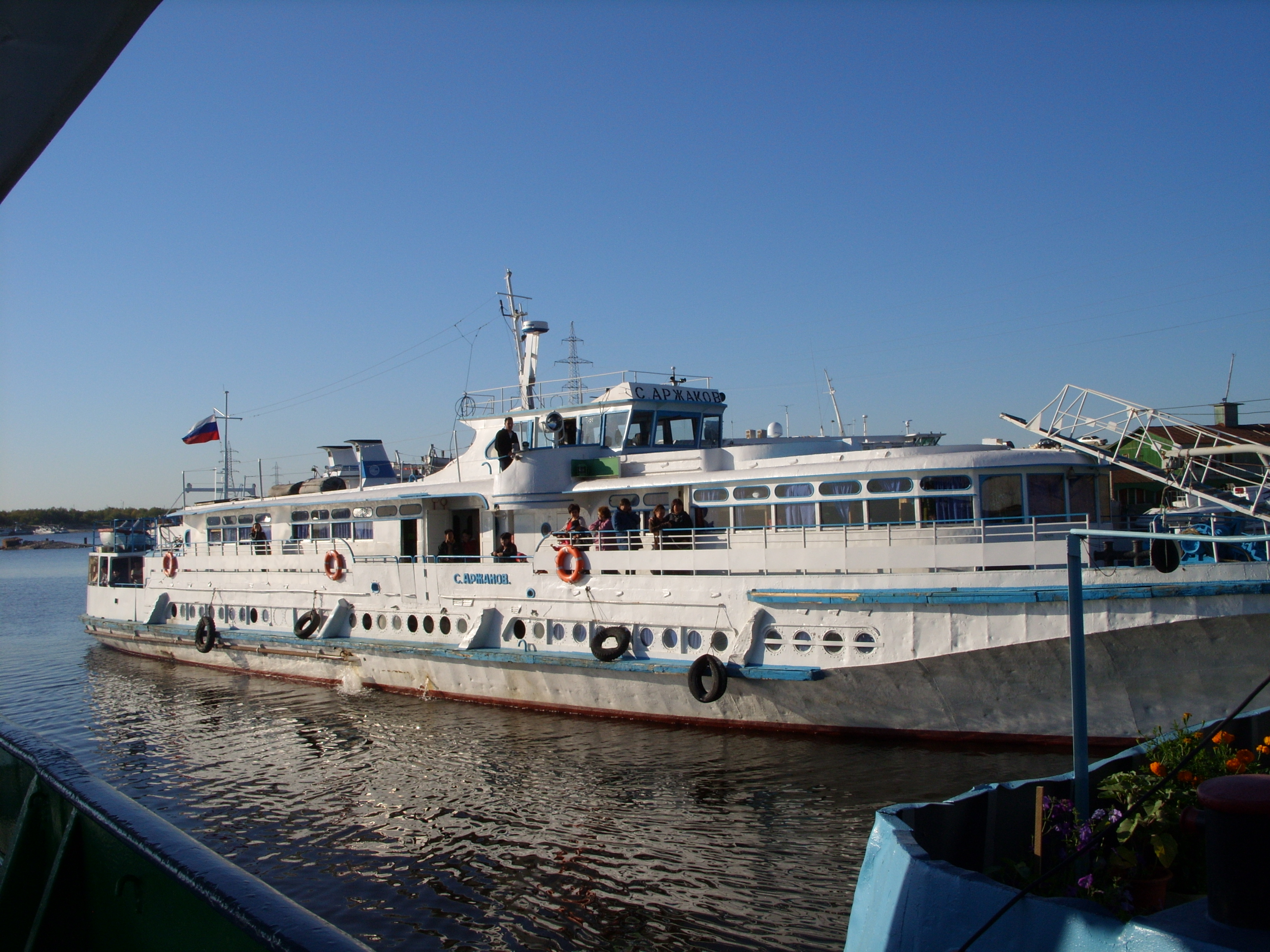
Теплоход «С. Аржаков» (экс ОМ-333) классического дизайна в порту Якутска
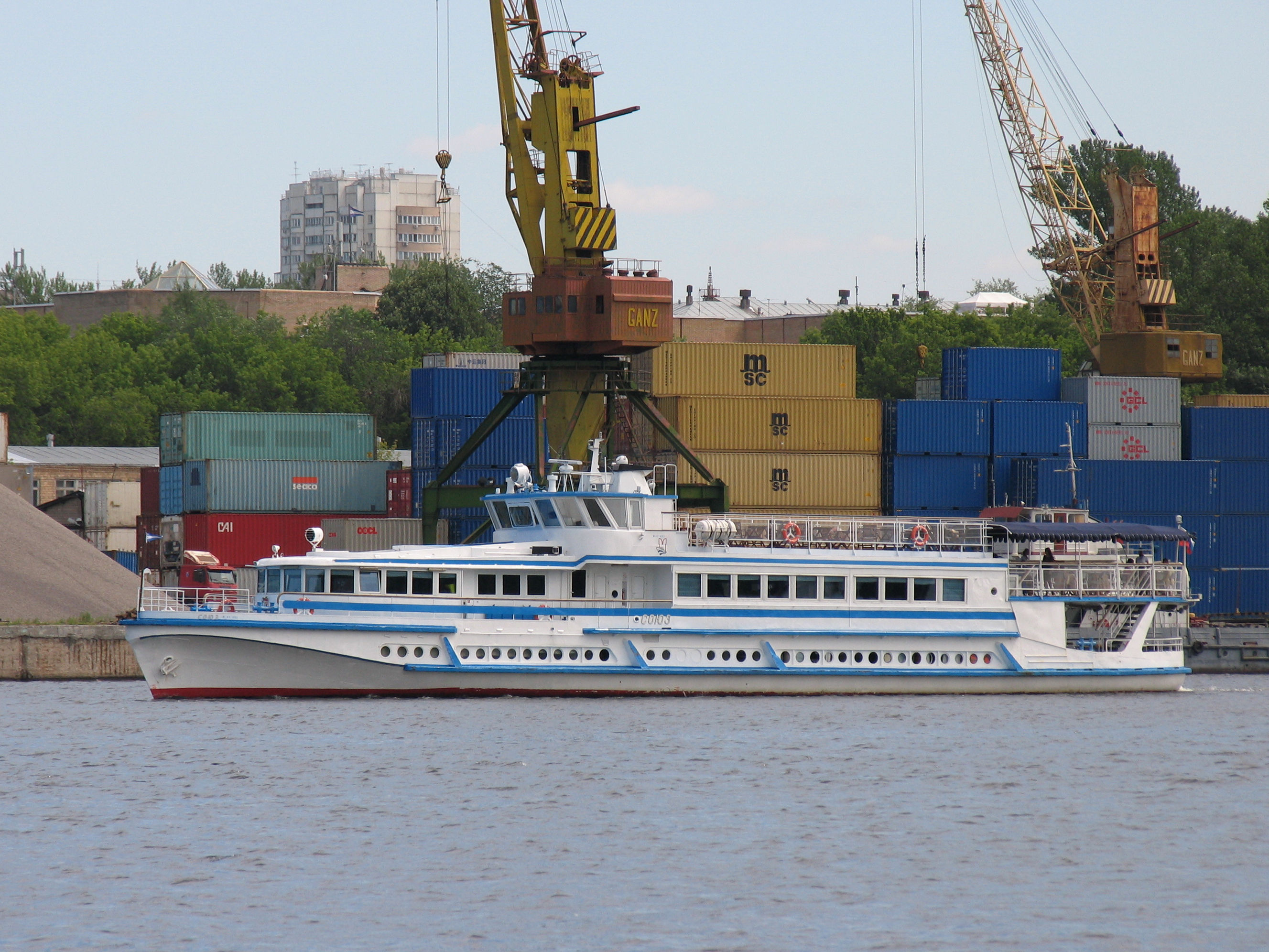
2½-палубный «директорский» (служебно-разъездной) модернизированный теплоход «Союз» (экс ОМ-353) на Химкинском водохранилище
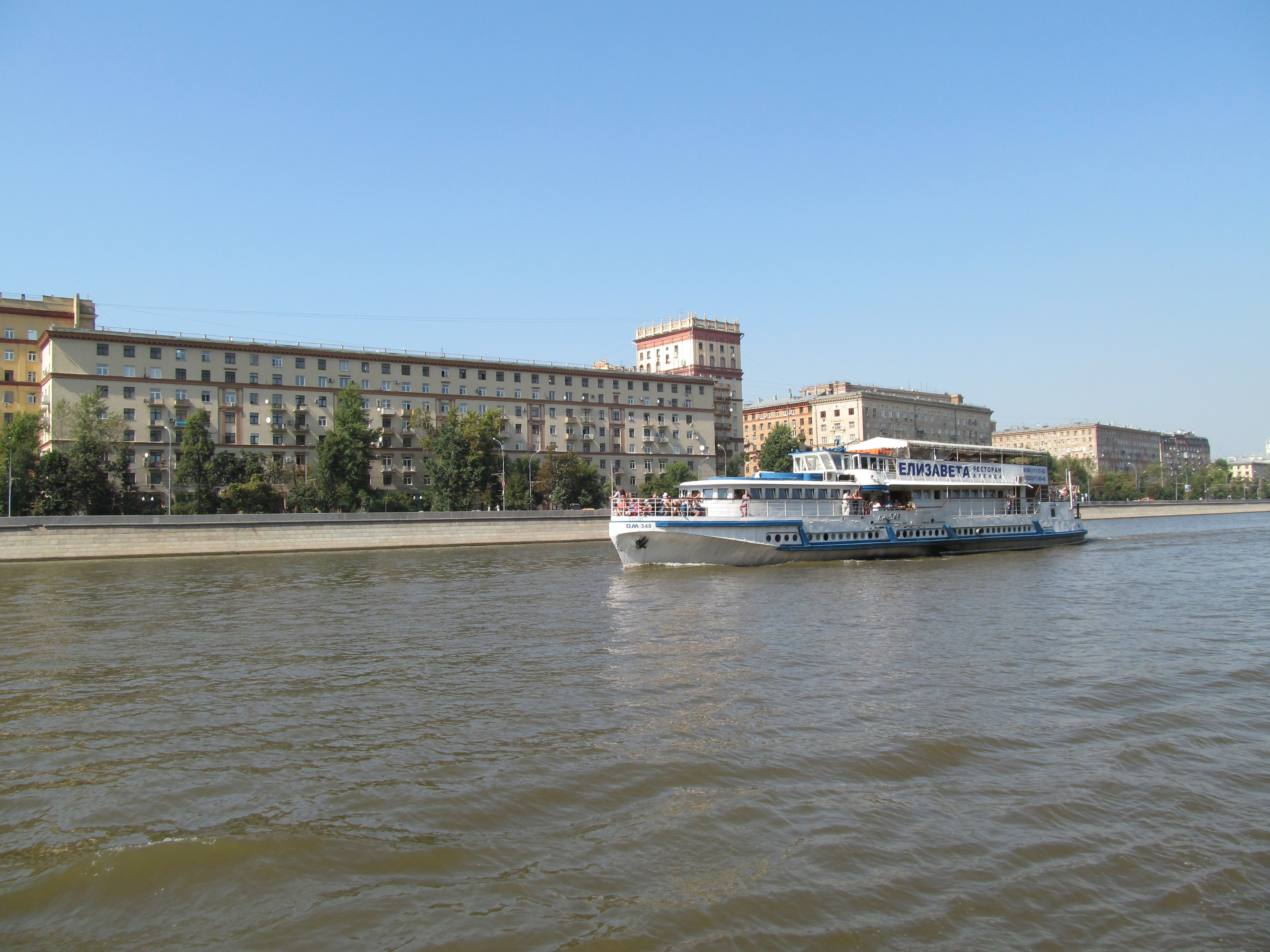
2½-палубный модернизированный теплоход «Елизавета» (экс ОМ-349) на Москва-реке
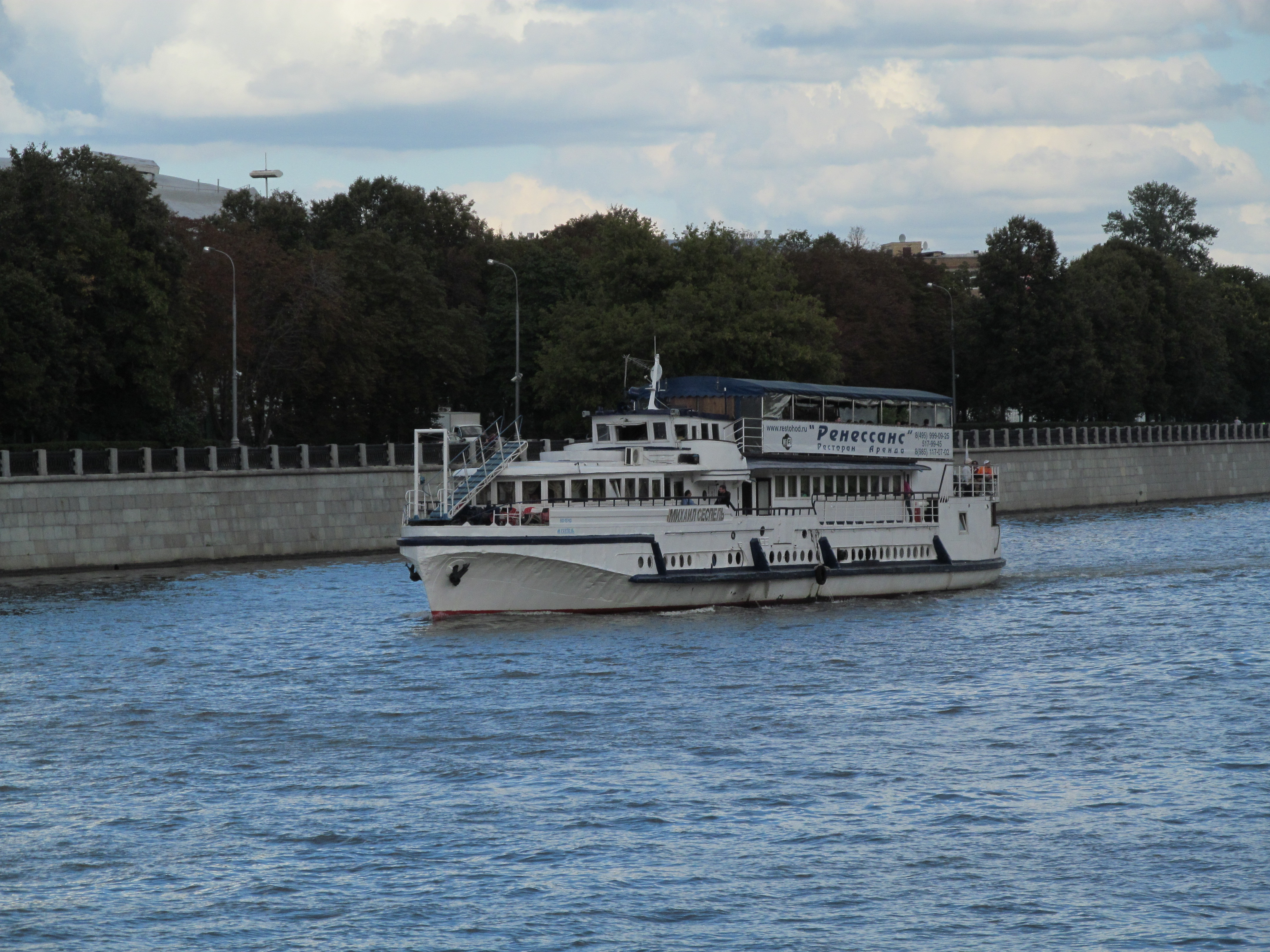
2½-палубный модернизированный теплоход «Михаил Сеспель» (экс ОМ-127) на Москва-реке вблизи Лужнецкой набережной
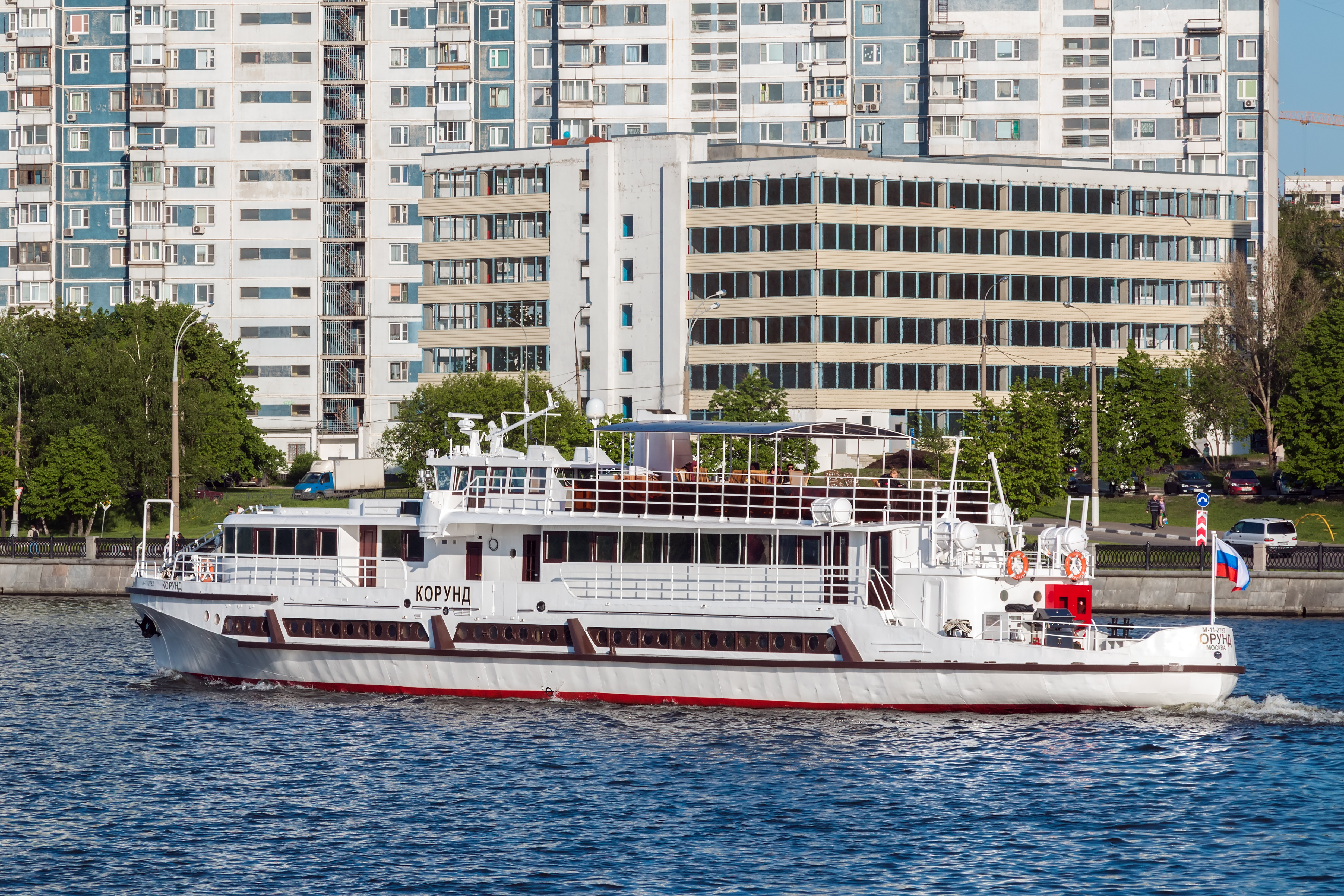
2½-палубный модернизированный теплоход «Корунд» (экс ОМ-123) на Москва-реке у Нагатинского затона
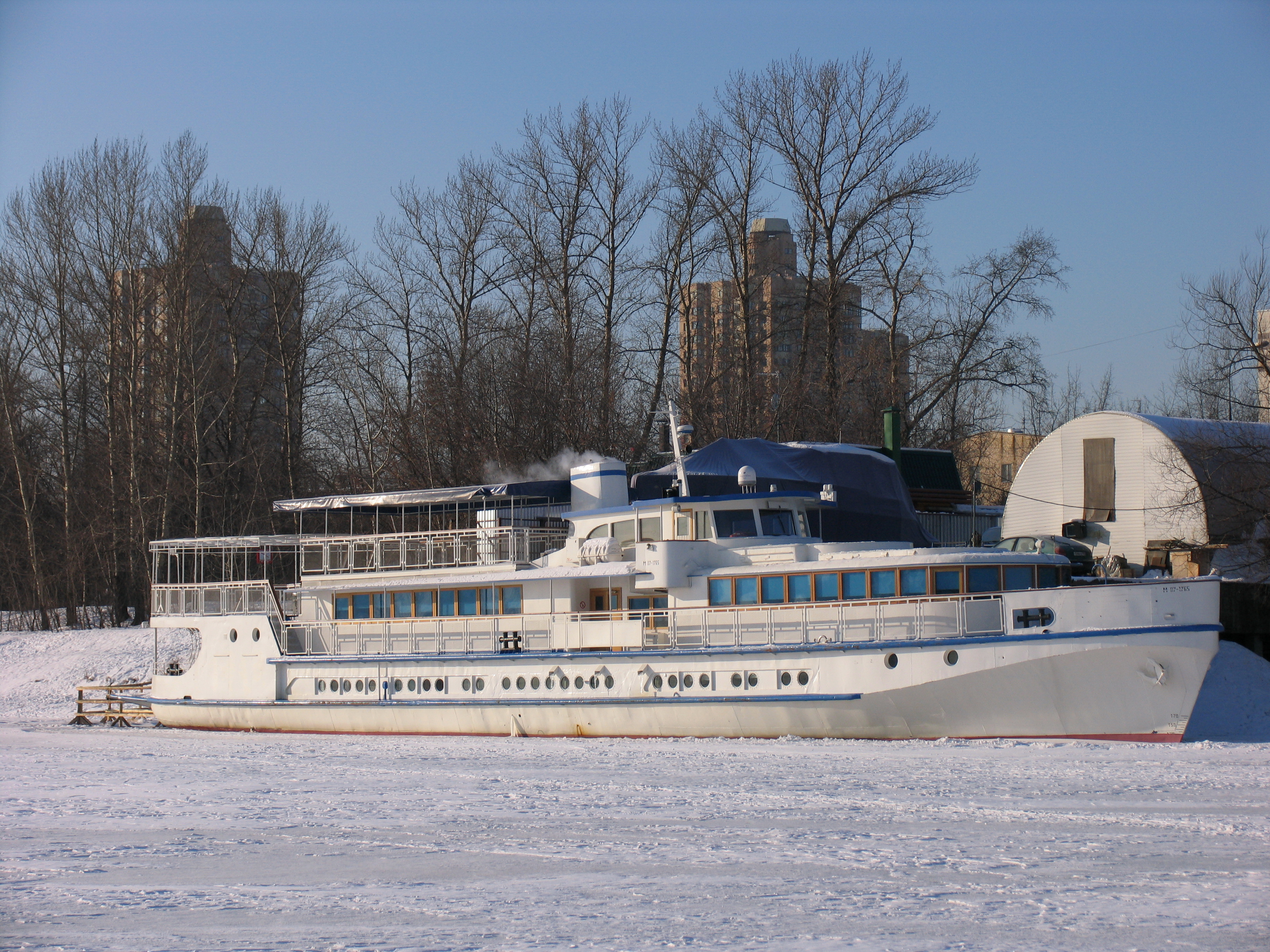
2½-палубный модернизированный теплоход «Полковник Аксенов» (экс ОМ-362) на Химкинском водохранилище у Северного речного порта в Москве
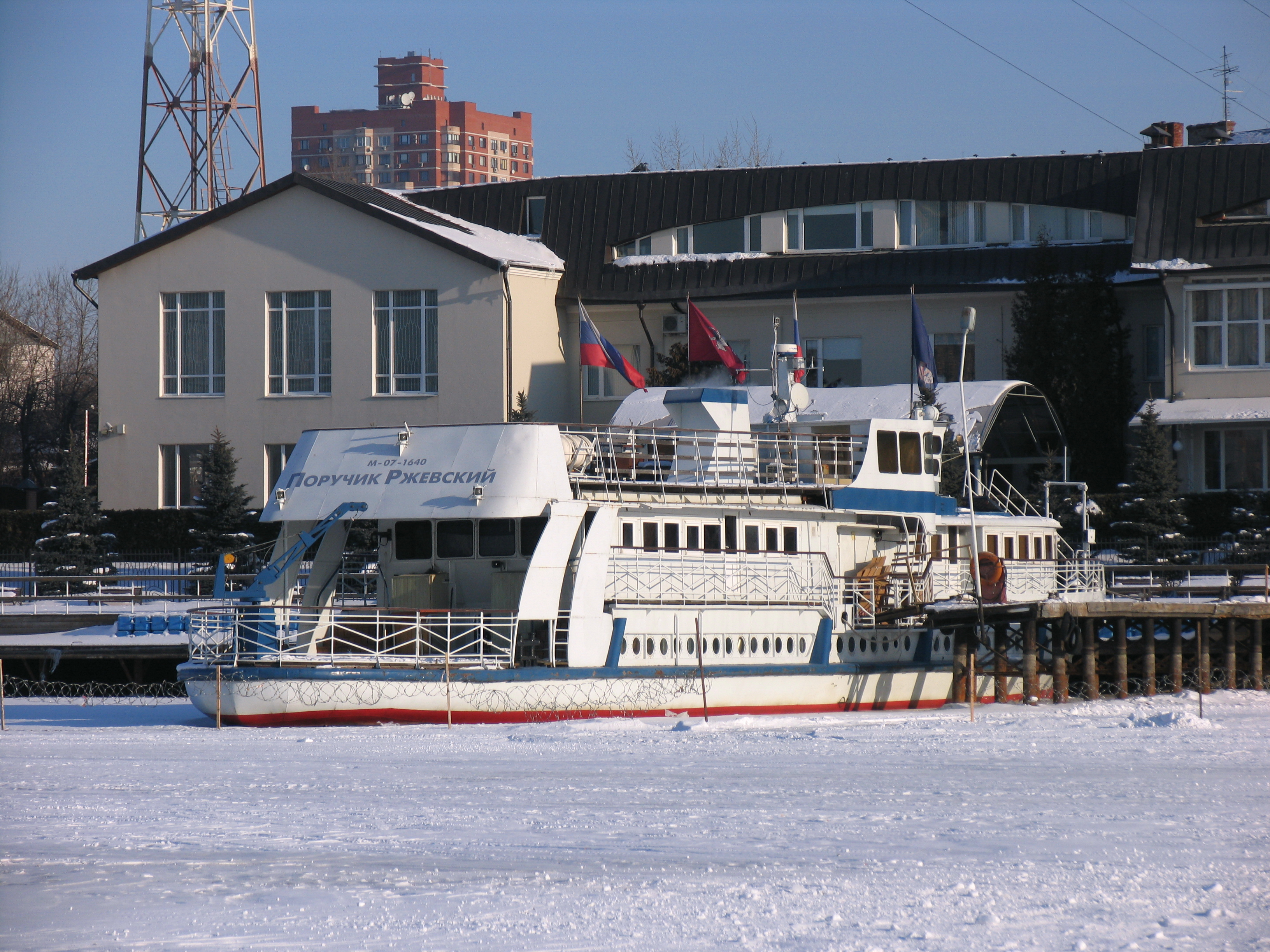
2½-палубный модернизированный теплоход «Поручик Ржевский» (экс ОМ-145) на Химкинском водохранилище у Северного речного порта в Москве
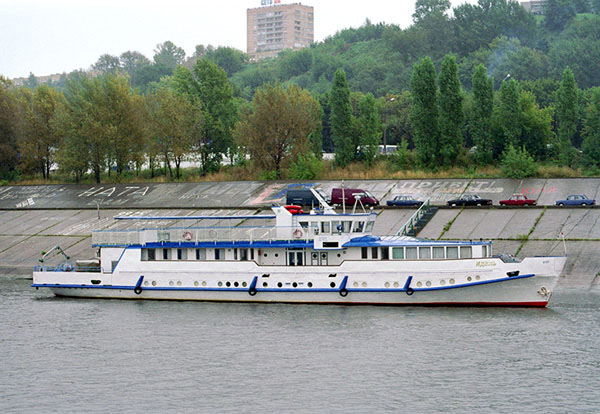
2½-палубный каютный модернизированный теплоход «Идель» (экс ОМ-8) на Волге у Нижнего Новгорода
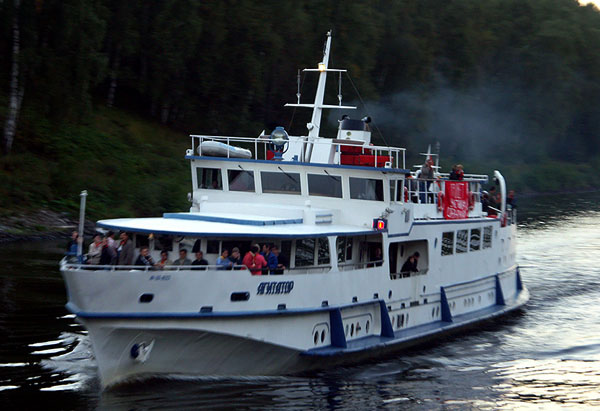
2½-палубный каютный модернизированный теплоход «Агитатор» (экс ОМ-400) на канале имени Москвы у Химкинского водохранилища
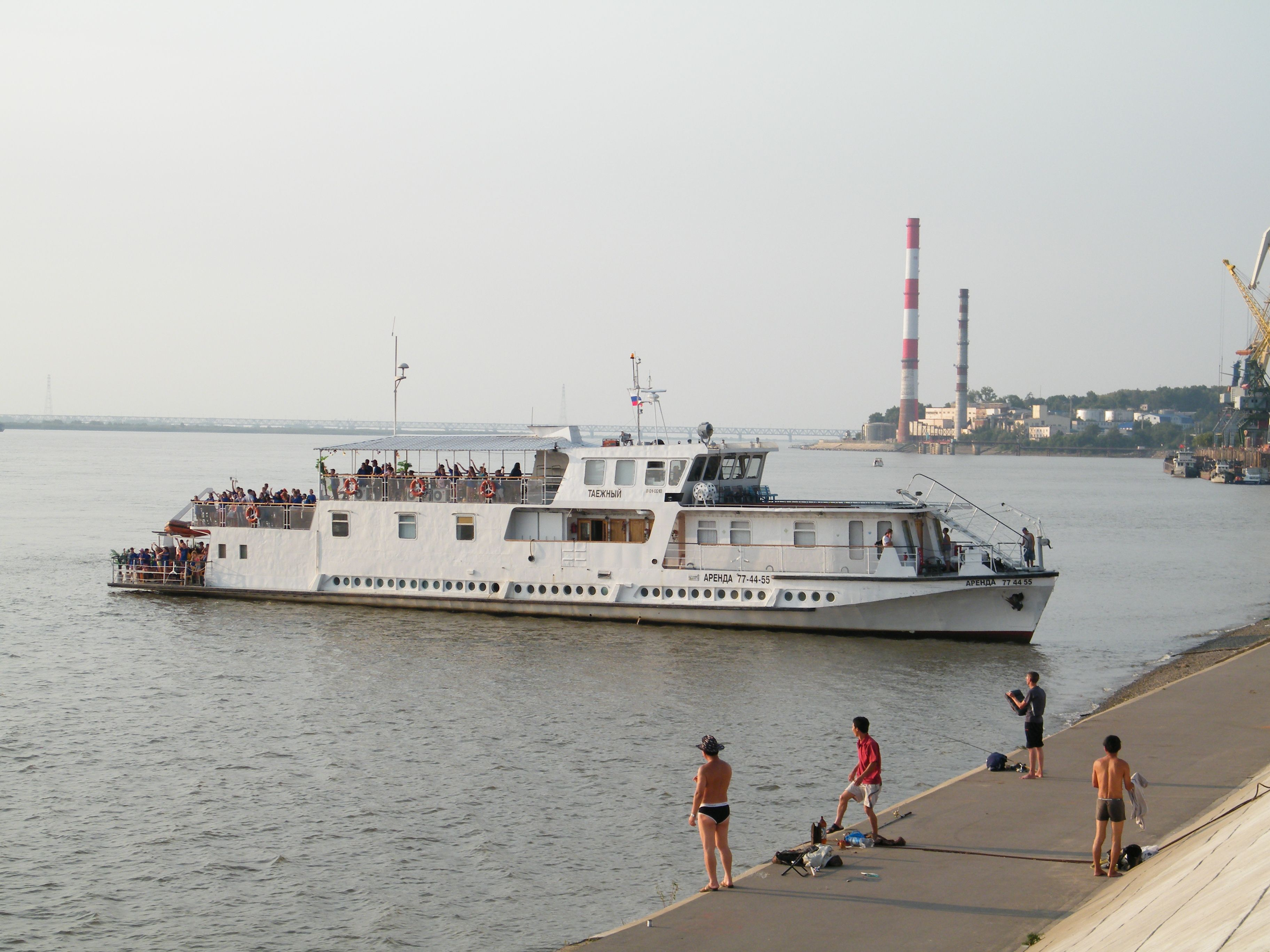
2½-палубный каютно-плавмагазинный модернизированный теплоход «Таёжный» (экс ОМ-1) на Амуре
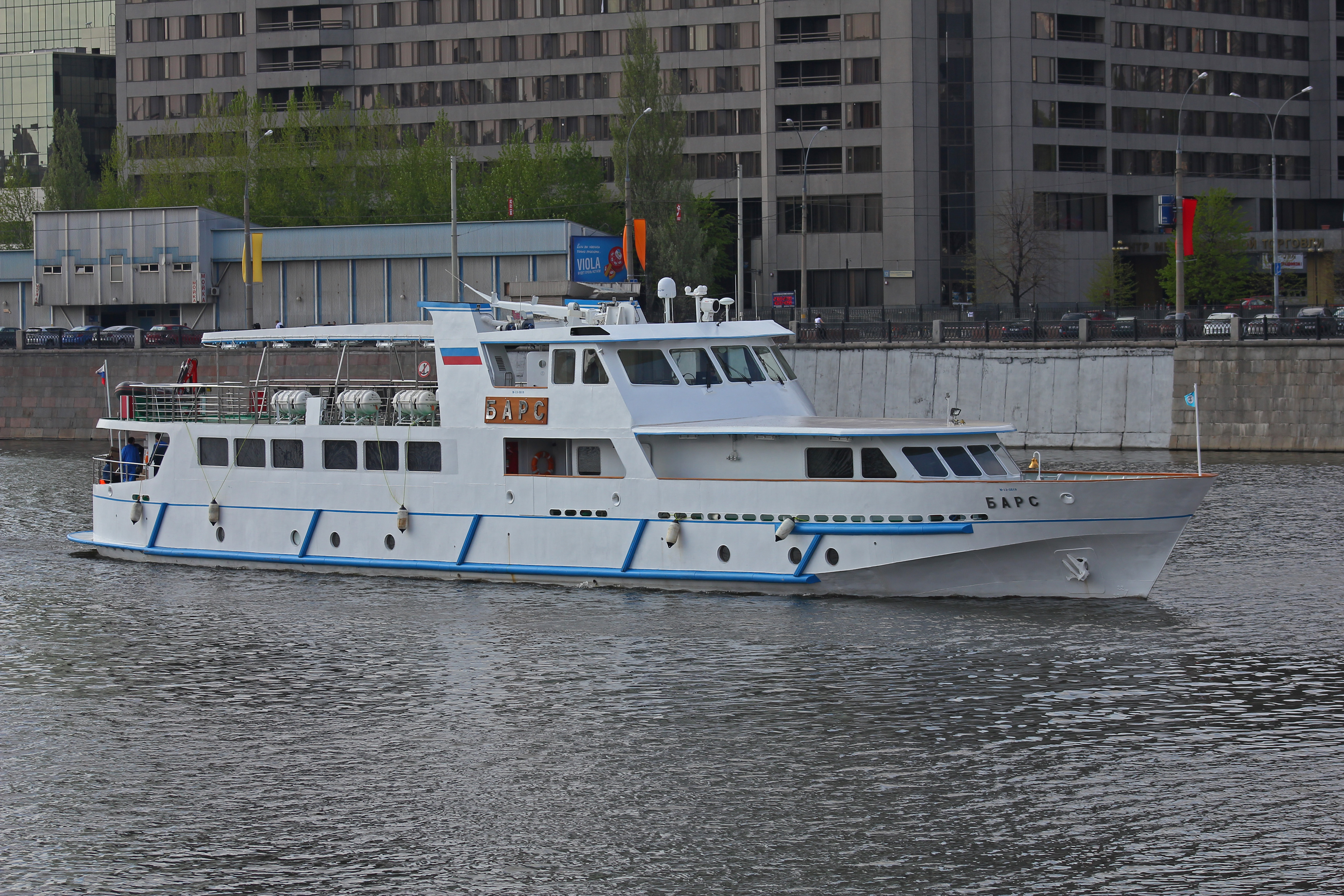
2½-палубный радикально модернизированный теплоход «Барс» (экс ОМ-127) на Москва-реке